# The Life of Napoleon
The Life of Napoleon è un cortometraggio muto del 1909 diretto da J. Stuart Blackton. Fu distribuito in sala diviso in due parti, The Life Drama of Napoleon Bonaparte and the Empress Josephine e Napoleon, the Man of Destiny.
Il ruolo di Napoleone era interpretato da William Humphrey.

## Trama
Il film narra di Napoleone Bonaparte, imperatore di Francia, un uomo ambizioso e passionale che ebbe diverse relazioni sentimentali, tra cui quella con l'imperatrice Giuseppina. Dopo aver conquistato gran parte dell'Europa grazie al suo genio militare, fu definitivamente sconfitto nella battaglia di Waterloo del 1815, venendo costretto all'esilio sull'Isola di Sant'Elena, dove morì nel 1821.

## Produzione
Il film fu prodotto dalla Vitagraph Company of America.

## Distribuzione
Distribuito dalla Vitagraph Company of America e diviso in due parti, il film uscì nelle sale cinematografiche statunitensi con il titolo The Life Drama of Napoleon Bonaparte and the Empress Josephine il 6 aprile 1909. Il 10 aprile, uscì la seconda parte, Napoleon, the Man of Destiny.